# Чиопе
Чиопе (лат. Apodiformes) су ред птица. Састоје се од две породице: праве чиопе (Apodidae) и ћубасте чиопе (Hemiprocinidae). У овај ред је након скорашњих истраживања сврстана и породица колибрија (Trochilidae), коју поједини аутори издвајају у сопствени ред Trochiliformes. Ред чиопа има око 450 врста, и има велику улогу у култури индијанских народа.

## Опис
Назив Apodiformes потиче од грчких речи „a pous“, што значи „без ногу“. Чиопе имају малена стопала, а и ноге су им кратке. Многе птице у овом реду не могу ходати, и не могу брзо побећи ходањем од грабљивица. Иако су им стопала слаба, снажни су летачи. Због вратних мишића ове птице могу брзо окретати главу. Неке физичке разлике и разлике у понашању раздвајају ред у две породице. 
Птице породице правих чиопа (Apodidae) се хране, паре али не спавају у ваздуху. Ове птице имају дуга, оштра крила. Дужина од главе до тела варира од 9 до 25 . Маса варира од 5 до 205 . Имају кратак кљун и широка уста за хватање инсеката у ваздуху. Боја перја је смеђа или црна, са белим шарама код неких врста. Мужјаци и женке су слични.
Ћубасте чиопе припадају породици Hemiprocnidae. Тако се зову јер имају ћубу на глави. За разлику од чиопа, ове птице се могу хватати ногама за гране. Дужина им варира од 15 до 30 cm, а маса од 21 до 79 g. Имају бркове око кљуна. Крила су дуга, а реп рачваст. Боја перја је смеђа, светлосива, са мало плаве, зелене и беле. Мужјаци и женке се разликују.
Колибри породице Trochilidae су најмање птице на свету. Посебни су по томе што могу лебдети на једном месту, јер изузетно брзо машу крилима, чак 80 пута у секунди. Хране се нектаром, али исхрану допуњују и инсектима. Врло су упадљивих и светлих боја, најчешће са металним одсјајем.
Гнезде се под крововима, на литицама и у пећинама, док ћубасте чиопе граде гнездо од коре и других материјала залепљених за грану. Све врсте полажу 2-3 бела јаја.

## Класификација
Породица правих чиопа има 2 потпородице (укупно 92 врсте у 19 родова):
Породица ћубастих чиопа има само номинотипски род Hemiprocne, са четири врсте: 
Породица колибрија (Trochilidae) има 2 потпородице (са више од 100 родова и око 330-340 врста):
Вероватни филогенетски односи између фамилија представљени су на следећем стаблу:
|  | \| \| () \| \| \| \| \| \| () \| \| \| \| |
|  |                                           |
|  | ћубасте чиопе ()                          |
|  |                                           |
|  | ()                                        |
|  |                                           |
|  | ()                                        |
|  |                                           |

|  | () |
|  |    |
|  | () |
|  |    |

|  | () |
|  |    |
|  | () |
|  |    |

|  | \| \| () \| \| \| \| \| \| () \| \| \| \| |
|  |                                           |
|  | ћубасте чиопе ()                          |
|  |                                           |
|  | ()                                        |
|  |                                           |
|  | ()                                        |
|  |                                           |

|  | () |
|  |    |
|  | () |
|  |    |

|  | () |
|  |    |
|  | () |
|  |    |

|  | \| \| () \| \| \| \| \| \| () \| \| \| \| |
|  |                                           |
|  | ћубасте чиопе ()                          |
|  |                                           |
|  | ()                                        |
|  |                                           |
|  | ()                                        |
|  |                                           |

|  | () |
|  |    |
|  | () |
|  |    |

|  | () |
|  |    |
|  | () |
|  |    |

|  | \| \| () \| \| \| \| \| \| () \| \| \| \| |
|  |                                           |
|  | ћубасте чиопе ()                          |
|  |                                           |
|  | ()                                        |
|  |                                           |
|  | ()                                        |
|  |                                           |

|  | () |
|  |    |
|  | () |
|  |    |

|  | () |
|  |    |
|  | () |
|  |    |

### Врсте
На списку су наведене неке најпознатије врсте из фамилије Чиопа (Apodidae):
| Врста, стручни назив | Врста, српски назив     |
| -------------------- | ----------------------- |
|                      | Црна чиопа              |
|                      | Мала чиопа              |
|                      | Афричка белокрста чиопа |
|                      | Сива чиопа, Бледа чиопа |
|                      | Канарска чиопа          |
|                      | Бела чиопа              |